# Хондромалација
Хондромалација (бол предњег колена или пателофеморални синдром) представља промену на хрскавици чашице колена у виду омекшавања, стварања ситних пукотина, разлиставања и улцерација, што је пропраћено карактеристичним болним синдромом.
Болест се ретко јавља код деце млађе од 8 година док у адолесценцији постаје чешћа, посебно код девојчица. Хондромалација је учесталија код деце која имају деформацију колена у облику „икс“ ногу (валгус положај) или „о“ ногу (варус положај), неједнаку дужину доњих екстремитета или у њиховој ужој породици има особа код којих се рано јавила артроза или хондромалација на неком од зглобова. Болест може да настане и код деце чија је чашица нестабилна, што доводи до честих ишчашења и померања чашице ван нормалног положаја.
Симптоми овог поремећаја се чешће јављају код тинејџера који се баве спортом. Због тога се као терапијска мера забрањује било каква спортска активност, што краткорочно доводи до смиривања симптома али дугорочно може погодовати убрзавању процеса у зглобу и ранијем развоју пуне артрозе.

## Клиничка слика
Карактеристични симптоми су бол у предњем делу колена који се погоршава са активностима као што су трчање, пењање уз и низ степенице, чучњеви или скакање. Бол се појачава уколико се дужи врменски период седи са савијеним коленима.
За хондромалацију чашице колена је карактеристичан бол који се јавља при потискивању чашице у страну или током ударања (перкусије) по предњој страни колена при полусавијеном положају потколенице. Бол се јавља и током притиска на бочну ивицу чашице уз активну контракцију четвороглавог мишића бутине. У узнапредовалим стадијумима је немогуће извести опружање ноге против отпора. Умерени излив се сусреће често, као и хипертрофија коленског масног ткива, крепитације и осећај неравнина. Јавља се и попуштање и клецање колена.
- ЦТ снимак хондомалације
- Стадијуми у развоју хондромалације чашице колена

## Дијагноза
Дијагноза се поставља клиничким прегледом, лабораторијским анализама, рендгенографијом и нуклеарном магнетном резонанцом. Бол настаје када лекар притисне чашицу или када је обухвати и не дозвољава њено покретање нагоре при стезању мишића натколенице.

## Лечење
Лечење може бити превентивно (отклањање узрока као што су статички поремећаји), конзервативно (физикална терапија, вежбе мишића) и хируршко (хондректомија, вентрализација и медијализација чашице, њена сагитална остеотомија и сл).